# Лав'євіль
Лав'єві́ль (фр. Laviéville) — муніципалітет у Франції, у регіоні О-де-Франс, департамент Сомма. Населення — 167 осіб (01.01.2021).
Муніципалітет розташований на відстані близько 130 км на північ від Парижа, 23 км на північний схід від Ам'єна.

## Демографія
Динаміка населення (INSEE ):

## Економіка
2010 року серед 102 осіб працездатного віку (15—64 років) 78 були активними, 24 — неактивними (показник активності 76,5%, у 1999 році було 73,8%). З 78 активних мешканців працювали 73 особи (39 чоловіків та 34 жінки), безробітними було 5 (2 чоловіки та 3 жінки). Серед 24 неактивних 10 осіб було учнями чи студентами, 10 — пенсіонерами, 4 були неактивними з інших причин.

У 2010 році в муніципалітеті числилось 58 оподаткованих домогосподарств, у яких проживали 158,0 особи, медіана доходів виносила 18 949 євро на одного особоспоживача